# Закомелистость

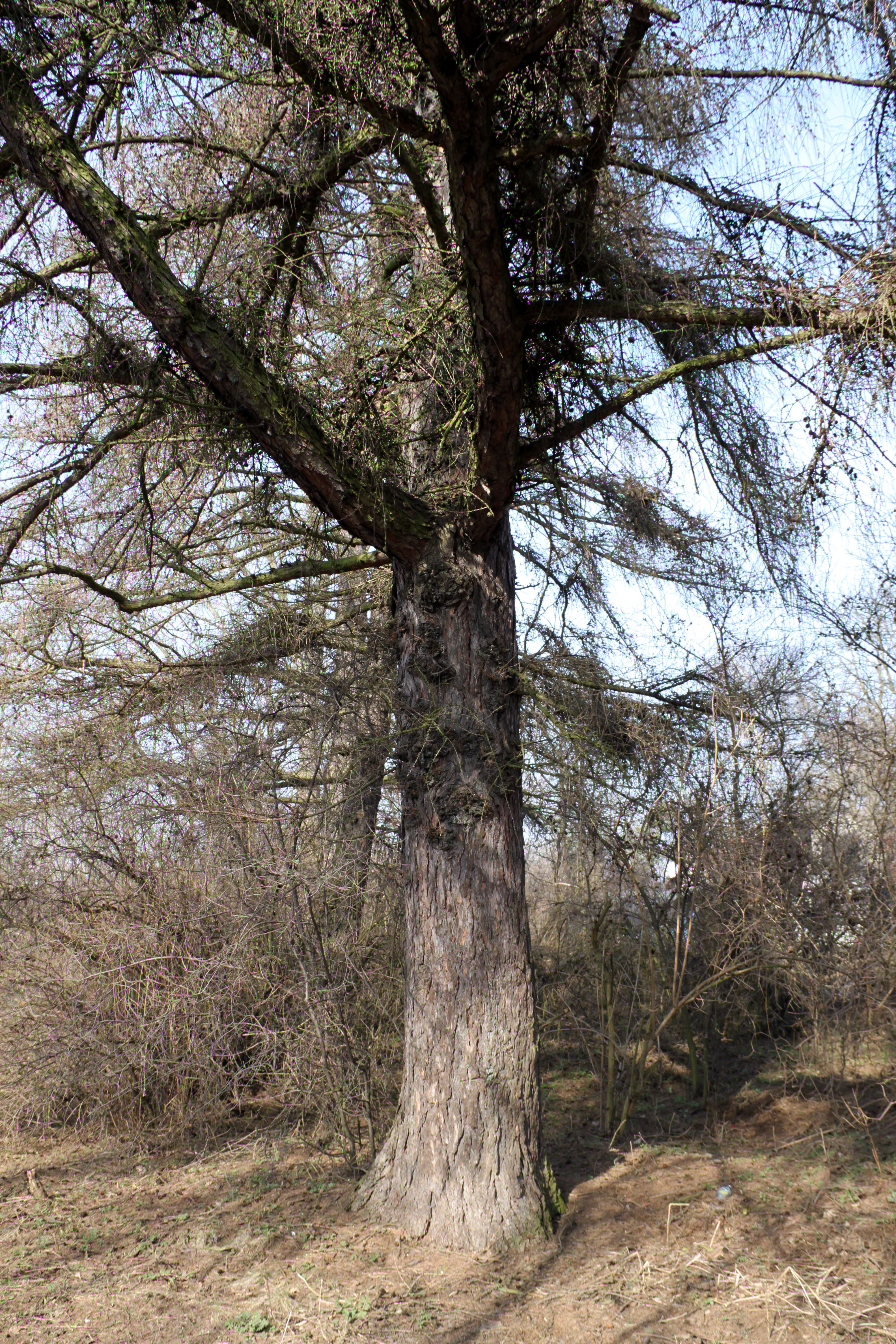
Округлая закомелистость

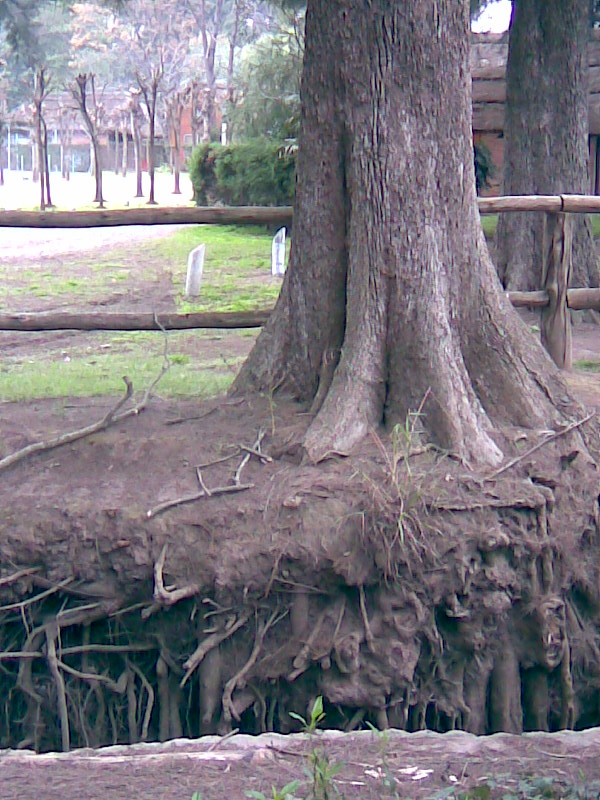
Ребристая закомелистость

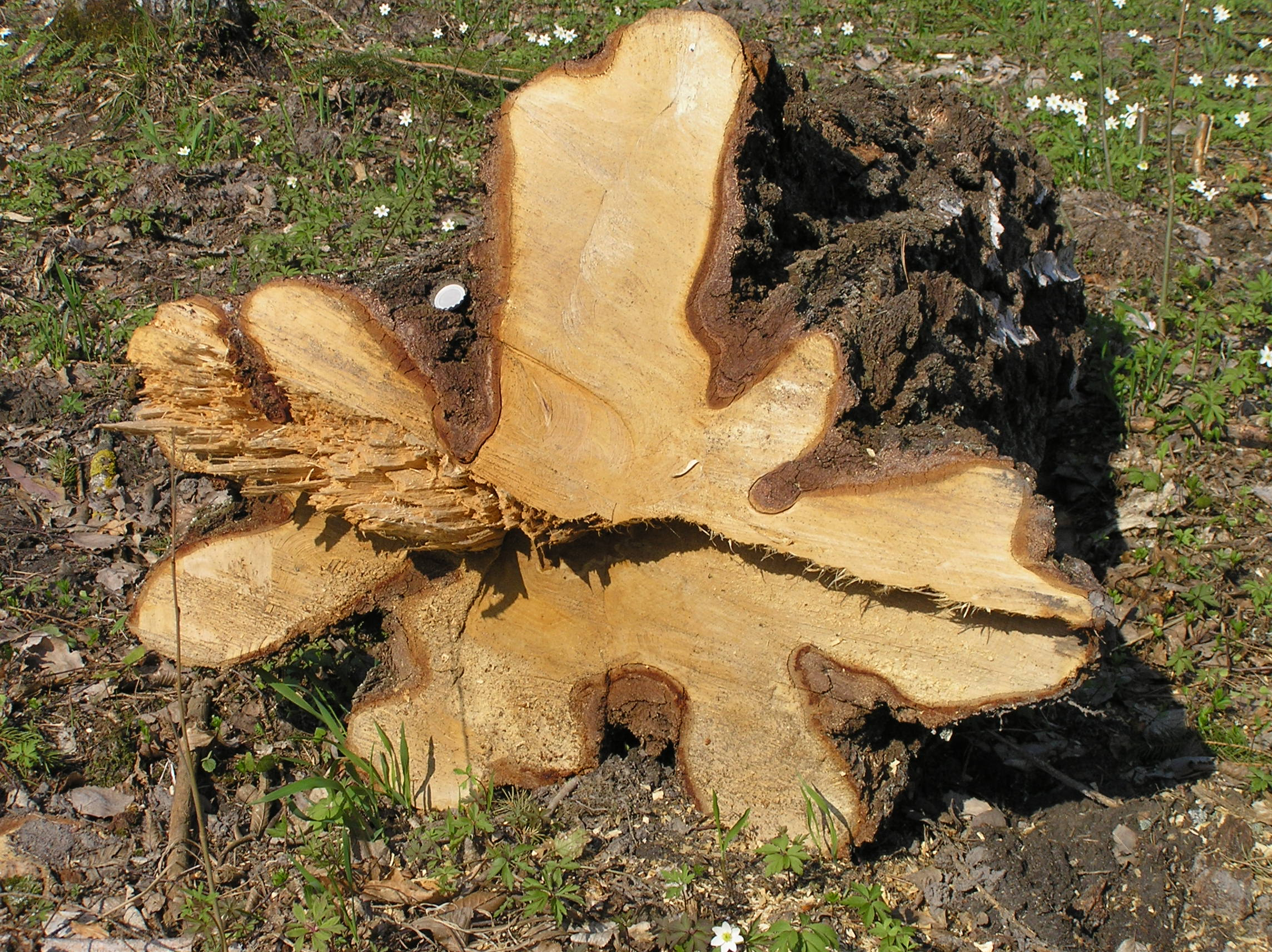
Ребристая закомелистость в разрезе

Закомелистость (англ. — butt swelling) — резкое увеличение диаметра комлевой части круглого лесоматериала или необрезного пиломатериала, когда диаметр (ширина) комлевого торца не менее, чем в 1,2 раза превышает диаметр (ширину), измеренные на 1 м выше. Дальше закомелистость обычно не наблюдается. Встречается у всех пород. Представляет собой частный случай сбежистости.
В зависимости от величины и протяжённости может снизить сортность бревна, так как при распиле неизбежно появление большого количества отходов, а полученный материал имеет невысокое качество в результате появления большого количества перерезанных волокон.
Различают округлую и ребристую закомелистость:
- округлая закомелистость — с округлой формой поперечного сечения ствола. Измеряется разностью диаметров (ширины необрезных пиломатериалов) комлевого торца и сечения на 1 м выше;
- ребристая закомелистость — ствол дерева внизу имеет рёбра и углубления (ройки[1]), связанные с корневыми наплывами; поперечное сечение имеет неправильную многолопастную форму. При распиле на доски большую часть ствола выбраковывают в отходы, поскольку такие доски сильно коробятся и имеют пониженную прочность. У некоторых тропических деревьев сильно развитые рёбра имеют вид досковидных корней[2].
В зависимости от специфики сортимента измеряется либо как округлая закомелистость, либо разницей между наибольшим и наименьшим диаметрами комлевого торца. В некоторых случаях измеряют и длину ройки — в сантиметрах или долях длины сортимента.